# Венский, Томас
Томас Герард Венский (англ. Thomas Gerard Wenski; род. 18 октября 1950, Уэст-Палм-Бич, Флорида, США) — американский римско-католический прелат. Архиепископ Майами, назначенный на этот пост папой Бенедиктом XVI 20 апреля 2010 года с интронизацией 1 июня 2010 года. Ранее служил епископом Орландо (2004—2010), епископом-коадъютором Орландо (2003—2004) и вспомогательным епископом Майами (1997—2003).

## Ранние годы
Томас Венский родился в Уэст-Палм-Бич (штат Флорида), в семье Честера и Луизы (урождённая Завацкая) Венских. Честер Венский родился в Польше, его родители, носившие тогда фамилию Вишневских, переехали в США в 1910 году, когда Честеру было 2 года. Позднее семья англифицировала фамилию. Оба, Честер и Луиза, росли в польском районе Детройта (штат Мичиган) и переехали во Флориду уже после заключения брака. Они занимались бизнесом по нанесению штукатурки-стукко методом безвоздушного распыления.
Венский рос в городке Лейк-Уэрт, учился в школе Святого Сердца. Стать священником он решил в третьем классе. В возрасте 13 лет он начал учиться в малой семинарии Сент-Джон Вианей в Майами. Во время пребывания в семинарии, по его собственной характеристике, он был «очень либеральным семинаристом», способным обсуждать вопросы целибата и рукоположения женщин. В конце концов его взгляды стали более консервативными под влиянием опыта работы в среде кубинских эмигрантов и иностранных рабочих, в летнем лагере для афроамериканских детей, и после чтения литературы о коммунистическом правлении в Польше и на Кубе. В 1970 году он окончил семинарию с дипломом.
Томас поступил в большую семинарию Сент-Винсент де Поль в Бойнтон-Бич, где изучал философию и теологию. Он получил степень бакалавра искусств в области философии (1972) и магистра богословия (1975). Позднее, в 1993 году, он окончил факультет социологии Фордемского университета и прослушал несколько летних курсов в Люблинском католическом университете в Польше.

## Священник
Венский был рукоположен в священники архиепархии Майами 15 мая 1976 года. Хиротонию совершил архиепископ Колеман Френсис Керролл. Его первой должностью стал пост приходского пастора в Церкви тела Христова в Майами, на котором он служил в течение трёх лет. Он проявлял интерес к гаитянским прихожанам, слушавшим мессу на креольском языке, и был направлен на Гаити для изучения креольской и гаитянской культур. После возвращения в Майами в 1979 году Томас был назначен в гаитянский апостолат при Кафедральном соборе Пресвятой Девы Марии. Венский служил помощником директора, а затем директором Гаитянского католического центра имени Пьера Туссена в Майами до 1997 года. Он также был сменным пастором в гаитянском диоцезе Notre-Dame d’Haiti в Майами, гаитянской церкви Divine Mercy в Форт-Лодердейл и церкви Сент-Джозеф в Помпано-Бич. Его связи с гаитянской католической общиной и встречи с оппозиционным гаитянским пастором и активистом Жераром Жан-Жюстом, привели к тому что он подружился с последним. Также Венский был в дружеских отношениях с пастором Жаном-Бертраном Аристидом, позднее ставшим первым демократически избранным президентом Республики Гаити.
Венский участвовал в проведении ежедневных месс на английском языке на телеканале WPLG с 1992 по 1997 год, организованном Управлением неиспаноязычных этнических групп. В 1994 году он стал адъюнкт-профессором семинарии Сент-Винсент де Поль. В январе 1996 года Венский был назначен управляющим архидеканата Католической благотворительности. На этом посту он устанавливал отношения с Caritas Cuba, службой социальной помощи католикам Кубы. В том же году он возглавил благотворительную акцию, которая собрала 68 тонн продуктов для распространения через Caritas Cuba среди пострадавших от урагана «Лилли».

## Епископ

### Вспомогательный епископ Майами
24 июня 1997 года Томас Венский был произведён папой Иоанном Павлом II во вспомогательные епископы с титулом Карни. Его епископская хиротония состоялась 3 сентября 1997 года. Консекратором выступил архиепископ Джон Клемент Фавалора, соконсекраторами архиепископ Эдвард Энтони Маккарти и епископ Аугустин Роман. Церемония прошла в Майами-арене. Епископ Томас Венский выбрал своим девизом фразу из Первого послания к коринфянам: «Всё для всех» (лат. Omnia Omnibus). Как вспомогательный епископ он стал викарным епископом округов Брауард и Монро.
В дополнение к своим епископским обязанностям Венский принимал участие в работе целого ряда благотворительных организаций, таких как Католический хоспис, Католическая благотворительность, Университет святого Томаса. Он был председателем местных отделений Службы помощи легальным эмигрантам (1998—2001) и Комитета по миграции Конференции католических епископов США (2001—2004). Также он служил в Компании по бездомным округа Майами-Дейд и Координационной службе Брауарда. Венский был назначен губернатором Джебом Бушем во Флоридское представительство по делам бездомных в 2001 году, в Целевую группу по Гаити в 2004 году.

### Епископ Орландо
Венский был назначен епископом-коадъютором епархии Орландо 1 июля 2003 года. Его интронизация прошла 22 августа того же года. После эмеритуры епископа Норберта Дорсея, Томас Венский наследует ему на посту епископа Орландо с 13 ноября 2004 года. Он стал первым епископом Орландо, родившимся на Флориде.
Первый свой синод в Орландо он созвал уже в 2004 году. Венский встретился с различными группами католиков, чтобы обсудить с ними их проблемы и пожелания на будущее епархии. Епископ объявил 2008 год «Годом евангелизации», поставив главной задачей углубление веры всех людей. К моменту его назначения в Майами в 2010 году в ходе специальной кампании, ведшейся на протяжении всего периода его епископата, было собрано 150 миллионов долларов для капитального ремонта Кафедрального собора Сент-Джеймс.
В октябре 2007 года Томас Венский был избран в состав совета директоров Специального фонда растениеводства Флориды, некоммерческой организации, занимающейся решением проблем, которые стоят перед производителями сельскохозяйственной продукции и их коммерческими партнёрами в штате Флорида. В сентябре 2008 года он был избран депутатом на Национальный съезд Республиканской партии в городе Сент-Пол (штат Миннесота). В марте 2009 года он поступил в Национальный католический институт управления на программу «Хороший руководитель, хороший пастор». В мае того же года Венский выступил с мессой возмущения в ответ на решение Университета Нотр-Дам присвоить почётную степень доктора президенту США Бараку Обаме, несмотря на его взгляды в поддержку абортов. В ходе мессы он осудил Барака Обаму за «экстремистские взгляды на аборт» и заявил, что «Нотр-Даму не хватает, в отличие от калифорнийской королевы красоты, смелости при принятии решений».
В июне 2009 года избран на четырёхлетний срок в состав Совета попечителей Католического университета Америки. Венский возглавлял в Конференции католических епископов США Комитет по международной политике (2004—2008). Является консультантом Комитета по миграции и членом секретариата по делам церкви в Латинской Америке, Комитета по международному праву и миру и Организации католической легальной эмиграции. Также он является епископским управляющим Католической службы здравоохранения при Флоридской католической конференции.
За время своего пребывания на посту епископа Орландо Томас Венский создал 6 новых приходов и 2 миссии. Кампания по сбору средств на начальный капитал этих парафий принесла 100 миллионов долларов. Он ходатайствовал и получил разрешение о присвоении двум диоцезным церквям статуса малой базилики. Епископ Томас Венский организовал испаноязычную радиостанцию «Buena Nueva FM» и газету на испанском языке «El Clarin».

### Архиепископ Майами
20 апреля 2010 года Томас Венский был назначен папой Бенедиктом XVI четвёртым архиепископом Майами. Он наследовал архиепископу Джону Клементу Фавалоре. Венский стал первым архиепископом Майами, рождённым на территории этой митрополии. Поставление проходило 1 июня 2010 года в Кафедральном соборе Пресвятой Девы Марии. До конца июня Томас получил от папы римского паллий и облачение митрополита из Собора святого Петра.
2 февраля 2012 года Венский провёл Понтификальную торжественную мессу (торжественная форма Тридентской мессы), не проводившуюся ранее на территории Флориды в течение более чем 40 лет.
В 2014 году архиепископ Майами Томас Венский предупредил епархиальных сотрудников о недопустимости публичной поддержки однополых браков, незадолго до того разрешённых в штате Флорида. Венский отметил, что сотрудники могут быть уволены «за действия или заявления, которые нарушают церковное учение».